# Terapus rufosetosus
Terapus rufosetosus är en skalbaggsart som beskrevs av Bruch 1930. Terapus rufosetosus ingår i släktet Terapus och familjen stumpbaggar. Inga underarter finns listade i Catalogue of Life.